# زابینه باتسینگ-لیختنتالر
زابینه باتسینگ-لیختنتالر (انگلیسی: Sabine Bätzing-Lichtenthäler؛ زادهٔ ۱۳ فوریهٔ ۱۹۷۵) یک سیاست‌مدار اهل آلمان است.